# Phrynomantis annectens
Phrynomantis annectens ist eine Amphibienart aus der Familie der Engmaulfrösche (Microhylidae).

## Merkmale
Die Art erreicht eine Länge von 16 Millimetern. Die Körperoberseite ist hellgrau mit schwarzen Flecken auf dem Kopf, einem dunklen Querband zwischen den Vorderbeinen und mit zwei dunklen, hinten zusammenhängenden Flecken im Bereich des Steißbeins. Der Schläfenbereich ist dunkel. Die Hinterbeine sind hell und dunkel quer gebändert. Die Unterseite ist schmutzig-weiß und am Bau dunkel gemustert. Der Kopf ist sehr niedergedrückt. Der Vorderkopf ist abgerundet und länger als der Augendurchmesser. Der Interorbitalraum ist viel breiter als ein oberes Augenlid. Finger und Zehen ähneln denen von Phrynomantis bifasciatus, die Finger könnten geringfügig breiter sein. Der mediale Metatarsalhöcker ist deutlich größer als bei P. bifasciatus. Bei nach vorne angelegtem Hinterbein reicht die Spitze der vierten Zehe bis zum Nasenloch. Die Haut ist glatt. Eine deutliche Hautfalte verläuft vom Auge zur Schulter.

## Vorkommen
Phrynomantis annectens kommt vom südwestlichen Angola über das westliche und südliche Namibia bis in den nördlichen Teil der südafrikanischen Provinz Nordkap vor. Die Vertikalverbreitung reicht von 600 Meter bis 1200 Meter. Die Art ist an aride Bedingungen angepasst und eng an Inselberge und andere exponierte Felsstandorte gebunden.

## Systematik
Die Art wurde 1910 von Franz Werner erstbeschrieben.

## Gefährdung
Phrynomantis annectens wird von der IUCN als ungefährdet („least concern“) eingestuft.